# Базуновы
Базуновы — известные в XIX веке в Российской империи книгопродавцы-издатели в Москве и Санкт-Петербурге.

## История
Книжная торговля Базуновых известна с 1810 года. 
В Москве начало торговому дому положил Василий Иванович, который некоторое время арендовал университетскую книжную лавку в университетской типографии. Совместно с Иниховым он имел лавки в центре Москвы — на Тверской и Никольской улицах. Пожар 1812 года принёс ему большие убытки; своим сыновьям он оставил значительные долги. Тем не менее его книжное торговое дело в Москве продолжил Иван Васильевич (1786—1866), который двадцать лет служил приказчиком у Ширяева. Свою книжную лавку Базунов открыл рядом с ширяевской, — в доме 8, на другом углу Страстного бульвара и Большой Дмитровки. В течение трёх десятилетий Базунов был комиссионером журнала «Современник»; он не только имел исключительное право продажи этого журнала, но в его магазине находилась московская контора «Современника». Современники прозвали Ивана Васильевича Базунова «московским Смирдиным». Недалеко от книжной лавки — в доме 5 по Козицкому переулку — в 1850-х годах Базунов снимал квартиру.
В 1835 году в Санкт-Петербурге открыл книжную лавку его брат, Фёдор Васильевич, который несколько лет работал приказчиком у А. Ф. Смирдина. Смирдин первоначально помогал ему советами и кредитом. После смерти Фёдора Васильевича в 1854 году дело продолжил его сын Александр Фёдорович, который в 1862 году начал издавать книги, причём не только отдельные произведения, но и собрания сочинений — Гёте, Гейне, Достоевского. В серии «Библиотека современных писателей» были напечатаны почти все современные беллетристы: Н. С. Лесков, Ф. М. Достоевский, Н. В. Успенский, Г. И. Успенский, И. А. Кущевский, Вс. В. Крестовский, А. С. Афанасьев-Чужбинский и другие. «Библиотека» принесла Базунову большую известность. Однако книги распродавались медленно, что привело к банкротству. В 1876 году Базунов бежал за границу, но вскоре вернулся, «заявил кредиторам о своем критическом положении», его книги и имущество были распроданы с аукциона, а сам он объявлен несостоятельным должником. Впоследствии Александр Фёдорович Базунов до самой своей смерти в 1899 году был приказчиком в книжной лавке К. Н. Плотникова в Гостином дворе.
Каталоги магазина Базуновых за период 1825—1878 годов были составлены В. И. Межовым.